# Musée municipal de Saint-Germain-en-Laye
Le musée Ducastel-Véra est un musée français regroupant depuis 2021 les collections du musée municipal (Beaux-Arts du XVe au XXe siècle), le musée Paul-et-André-Véra, l'apothicairerie royale, la maison natale Claude-Debusssy, et les collections d'histoire naturelle de la ville de Saint-Germain-en-Laye.

## Historique
Inauguré en 1872, ce musée est fermé depuis 1979, en attente d'un lieu d'exposition permanent.
Il conserve un célèbre tableau, L'Escamoteur, que l'histoire de l'art récente n'attribue plus à Jérôme Bosch, mais plutôt à Gielis Panhedel. Le vol de cette œuvre fut la cause invoquée lors de la fermeture du musée.
L'essentiel des collections du musée est conservé dans des réserves, et non montré au public. Le musée bénéficie toujours du label "Musée de France" malgré l'inaccessibilité de ses collections au public depuis plus de 40 ans.

## Espace Paul et André Vera
Depuis 2009 est ouverte une section permanente dédiée aux deux frères Paul et André Vera au sein de l'espace culturel qui porte leur nom : Collections Paul et André Véra, rue Henri IV à Saint-Germain-en-Laye et qui partage le bâtiment avec l'Atelier des Arts Graphiques et les locaux administratifs de l'Université libre

## Œuvres

### Peinture
École italienne
- XVIIe siècle :
  - Giuseppe Marullo, Sainte Lucie, huile sur toile, 120 × 45 cm ;
  - Jacopo Vignali, David et la tête de Goliath, huile sur toile, 117 × 91 cm ;
  - Matteo Rosselli, Esther aux pieds d'Assuérus, huile sur toile, 233 × 176 cm

École française
* XVIIe siècle :
- - Jacques Bellange, Homme debout, dessin ;
  - Sébastien Bourdon, Abraham et les anges, vers 1650 ?, huile sur toile, 785 × 760 cm ;
  - Frère Luc, Saint François d'Assise, huile sur toile, ovale
  - Attribué à Vincent Plassard, La Charité de Jésus, huile sur bois
  - Juste d'Egmont, Portrait de Philippe de Bourbon, duc d'Anjou, enfant, vers 1643, huile sur bois
  - Jean-Baptiste Martin dit "Martin des Batailles", Portrait équestre de Louis XIV, huile sur toile
  - D'après Adam François van der Meulen, Vue du château neuf de Saint-Germain-en-Laye, huile sur toile
  - Charles Le Brun (autrefois attribué à Claude-Guy Hallé), Le Christ mort pleuré par un ange, huile sur bois, 52,2 × 72,9 cm (dépôt du Louvre en 1872)
  - Jean Jouvenet, Saint Louis tenant la couronne d'épines, vers 1705-1710, huile sur toile, 72 × 60 cm

* XVIIIe siècle :
- - Joseph Boze, Portrait du maréchal Louis de Noailles, vers 1783, huile sur toile
  - Antoine-François Callet (attribué), Portrait de Louis XVI, huile sur toile
  - d'après Joseph-Marie Vien, Tête de vieillard, huile sur toile marouflée sur bois.
  - Joseph-Marie Vien le jeune, Portrait de Jacques Delille
  - Anonyme, Tête d'expression : la Discorde, ou l'Effroi, huile sur toile
  - Anonyme, Portrait d'Alexandre-Jean Ducastel, huile sur toile

* XIXe siècle :
- - Jean-Victor Bertin, Paysage, 1809, huile sur toile
  - Raymond Bonheur, Portrait de Félicien David en saint-simonien, vers 1835, huile sur toile** Léon Bonnat, Portrait d'Emma Bardac, 1903, huile sur toile
  - Jean-Louis Demarne, Marché dans la plaine, huile sur toile
  - François Bonvin, 9 tableaux :
    - La lettre de réception, 1867 ;
    - Intérieur de l'église Saint-Eugène, 1867 ;
    - Une entrée de Westminster, 1872 ;
    - La convalescence, 1880 ;
    - Le sœurs de Charité, 1881, huile sur bois
    - La corbeille de fraises, 1883 ;
    - Le vase de marguerites, 1883 ;
    - Nature morte à la mandoline, 1885 ;
    - La palette du peintre, 1887 ;

  - Joseph-Benjamin Cartier, Vue de l'ancienne porte Dauphine, avec la maison du garde, un carrosse et des promeneurs, huile sur toile
  - Joseph-Désiré Court, Le Serment de Louis-Philippe, 1830 ;
  - Édouard Detaille, Attaque d'une voie de chemin de fer, détail du panorama de Champigny, vers 1882, huile sur toile
  - Henri-Pierre Danloux, Épisode du Déluge, vers 1802, huile sur toile, 202 × 174 cm ;
  - Léon-Victor Dupré, Les bords de l'Oise, huile sur toile
  - Jongkind, Aux bouches de l'Escaut, huile sur toile** Hector Leroux, Sérénade à Pompéi, 1866 ;** Philippe Parrot-Lecomte, Panorama de la Terrasse de Saint-Germain-en-Laye, 1895, huile sur bois
  - Georges Michel, Le chemin creux, huile sur toile
  - Francis Tattegrain, La Baie de l'Authie à Berck, 1895, huile sur toile
  - Lancelot Théodore Turpin de Crissé, Vue du château de l'Œuf à Naples, 1838, huile sur toile, 24 × 32 cm, legs Louis-Alexandre Ducastel en 1872 ;

* XXe siècle :
- - Maurice Denis, La princesse dans la tour, 1914
  - Jean Souverbie, Allégorie, 1934

École flamande et hollandaise
- Attribué à Gielis Panhedel, L'Escamoteur, autrefois attribué à Jérôme Bosch ;
- David Teniers  II (dit le jeune), L'Estaminet[5],
- Joos de Momper, Ermitage dans les rochers, huile sur bois
- Jan Van Bijlert, Pomone ou Jeune femme tenant un bélier par les cornes', huile sur bois
- Hendrick van Balen.
- Martin van Cleve, Les Jeux de l'enfance
- Henri Met de Blès, La Montée au Calvaire, huile sur bois

### Sculpture
École française
- Jean-Baptiste II Lemoyne, Saint Grégoire, terre cuite[6]
- Jean-Baptiste II Lemoyne, Hygie, déesse de la santé, terre cuite
- Jules Ramey, Maquette du fronton de l'église de Saint-Germain-en-Laye, plâtre
- Honoré Icard, Buste de la reine Ranavalona III de Madagascar, plâtre patiné, Salon de 1906
- Honoré Icard, L'Antiquaire du pont des Arts, terre cuite, Salon de 1882
- Anonyme, Masque mortuaire de Louis Dominique Cartouche[7], cire, verre, cheveux, 65 × 45 × 15 cm
- Jean Gautherin, Buste de Madame Gautherin, 1889, marbre, 67 × 30 × 25 cm. Autrefois déposé au musée municipal par le musée du Louvre, fin de dépôt prononcé en 2007 et affectation au musée d'Orsay.
- Aristide Maillol, La Musique. Hommage à Debussy, marbre, 1932

Écoles du Nord
- Anonyme anversois, Le mariage d'Anne et Joachim, XVIe siècle, bois peint et doré

## Expositions temporaires
- Du 9 décembre 2005 au 7 janvier 2006, une exposition temporaire à l'Espace Paul-et-André-Véra permit de voir quelques tableaux du musée ;
- En 2015, une exposition, au même lieu, à l'occasion des Journées du Patrimoine, est organisée sur le même principe.